# Une soirée étrange
Pour plus de détails, voir Fiche technique et Distribution.
Une soirée étrange ou La Maison de la mort (titre original : The Old Dark House) est un film américain réalisé par James Whale, sorti en 1932.

## Synopsis
Philip Waverton, sa femme Margaret et leur ami Roger Penderel sont perdus en conduisant la nuit dans une forte tempête. Ils tombent sur une vieille maison dans la campagne galloise où ils sont abrités par Horace Femm et sa sœur Rebecca. Horace craint que la tempête ne piège les invités à l’intérieur. Il les avertit également que leur majordome muet Morgan est un gros buveur dangereux. Alors que Rebecca escorte Margaret dans une chambre pour changer de vêtements, elle lui parle de la famille Femm, qui, selon Rebecca, était pécheresse et impie. Elle accuse Margaret d’être aussi pécheresse. Rebecca révèle que son père de 102 ans, Sir Roderick Femm, vit toujours dans la maison.
Pendant le dîner, le groupe est rejoint par Sir William Porterhouse et une choriste portant le nom de scène Gladys DuCane, qui cherchent également refuge contre la tempête. Alors que le groupe discute près de la cheminée, Gladys révèle que son vrai nom de famille est Perkins. Roger et Gladys vont chercher du whisky dans sa voiture. Les lumières électriques s’éteignent et Rebecca dit à Horace de prendre une lampe d’un palier à l’étage. Horace a peur de monter à l’étage, alors Philippe y va à la place. Alors qu’il va chercher la lampe, il remarque une pièce verrouillée et entend une voix venant d’une autre pièce. William va aider Rebecca à fermer une fenêtre, laissant Margaret seule. Morgan, maintenant ivre, l’attaque et la poursuit dans les escaliers jusqu’à Philip, qui descend avec la lampe. Philip jette la lampe sur Morgan, le faisant tomber dans les escaliers.
Roger et Gladys commencent à flirter pendant qu’ils boivent et fument. Gladys dit que sa relation avec William est platoniqueet suggère qu’elle devrait plutôt vivre avec Roger. Ils retournent à la maison, où ils réveillent William et lui parlent de leur nouvelle romance. Pendant ce temps, Philip et Margaret entrent dans la pièce où il entend la voix; ils y trouvent Roderick Femm. Il les met en garde contre son fils aîné, Saul, un pyromane fou gardé dans la pièce verrouillée. Philip et Margaret découvrent que Morgan a laissé sortir Saul ; ils descendent pour avertir les autres invités. Morgan descend et charge Margaret. Philip et William traînent Morgan dans la cuisine tandis que Rebecca s’enfuit dans sa chambre. Roger dit à Margaret et Gladys de se cacher dans un placard. Saul descend et assomme Roger. Saul vole une branche en feu dans la cheminée et met le feu à un rideau avant que Roger ne se réveille. Ils se battent et tombent d’un atterrissage; Saul est tué et Roger blessé. Morgan sort de la cuisine et retourne dans la pièce principale. Il libère Margaret et Gladys du placard avant de prendre le corps de Saul à l’étage.
Au matin, la tempête s’est calmée. La tentative de Saul de brûler la maison a causé peu de dégâts. Philip et Margaret partent chercher une ambulance, tandis que Gladys et William restent pour soigner les blessures de Roger. Au réveil, Roger demande à Gladys de l’épouser, et elle l’embrasse joyeusement en réponse.

## Fiche technique

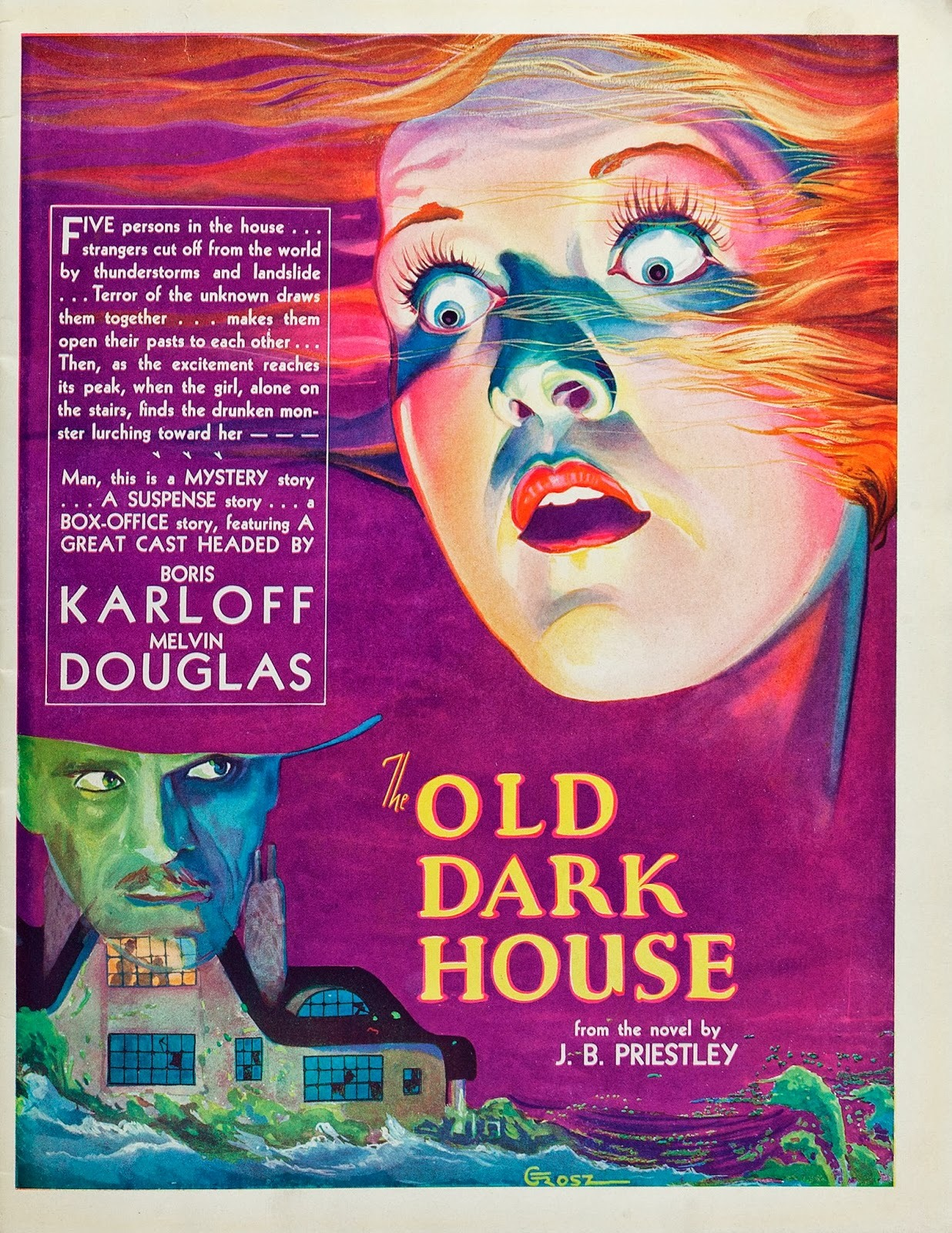
Annonce pour le film.

- Titre français : Une soirée étrange
- Titre original : The Old Dark House
- Titre DVD : La Maison de la mort
- Réalisation : James Whale
- Scénario : Benn W. Levy d'après le roman homonyme de John Boynton Priestley
- Photographie : Arthur Edeson
- Montage : Clarence Kolster
- Musique : David Broekman
- Maquillage : Jack Pierce
- Producteur : Carl Laemmle Jr.
- Société de production : Universal Pictures
- Société de distribution : Universal Pictures
- Pays de production :  États-Unis
- Format : Noir et blanc — 35 mm — 1,37:1 — Son : Mono (Western Electric Sound System Noiseless Recording)
- Genre : Comédie horrifique, Film fantastique, Thriller
- Durée : 72 minutes
- Dates de sortie : 
  - États-Unis : 20 octobre 1932
  - France : 6 avril 1934

## Distribution
- Boris Karloff :  Morgan
- Melvyn Douglas :  Roger Penderel
- Charles Laughton :  Sir William Porterhouse
- Raymond Massey :  Philip Waverton
- Gloria Stuart :  Margaret Waverton
- Lillian Bond : Gladys DuCane alias Perkins
- Eva Moore : Rebecca Femm
- Ernest Thesiger : Horace Femm
- Brember Wills : Saul Femm

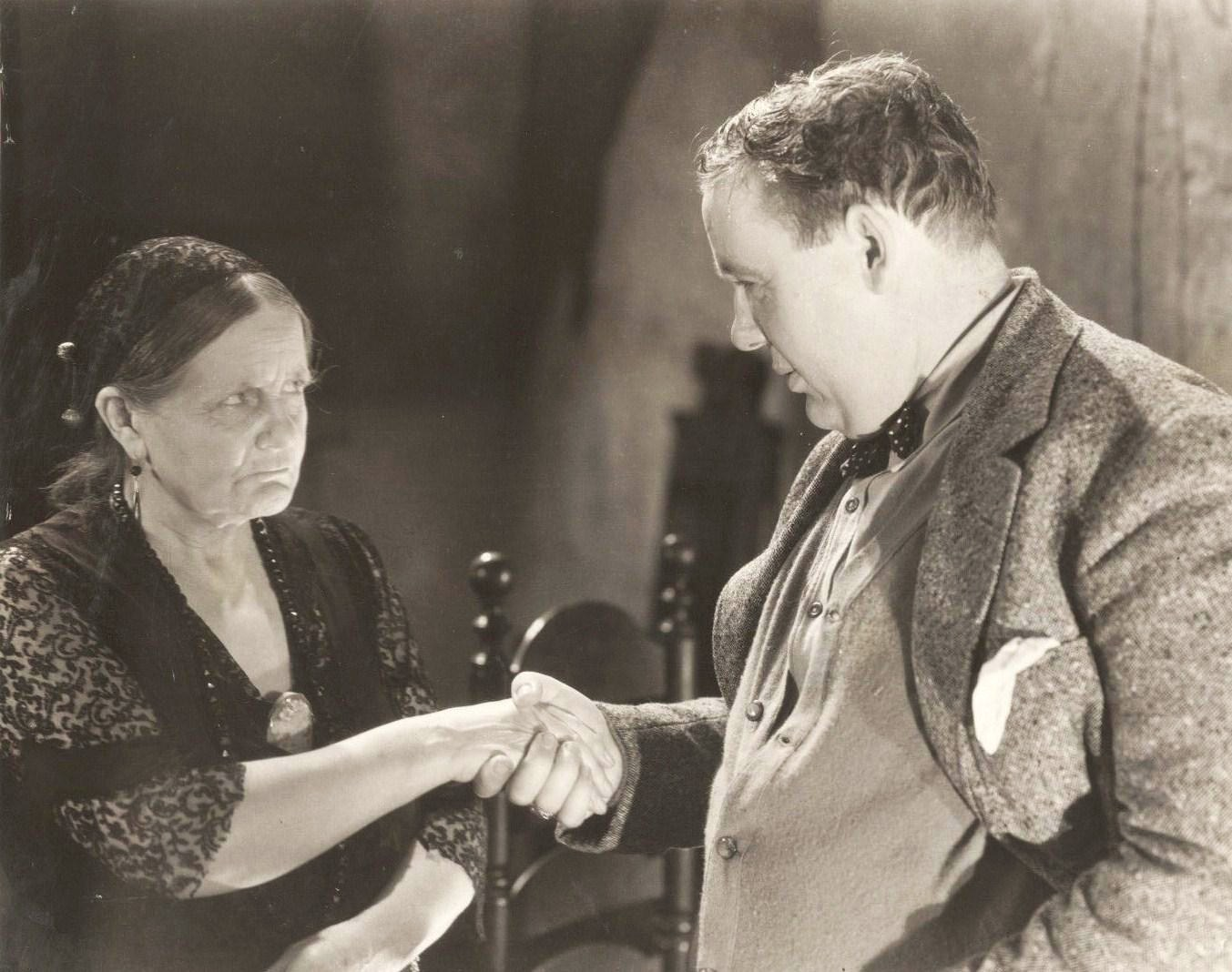
Eva Moore et Charles Laughton
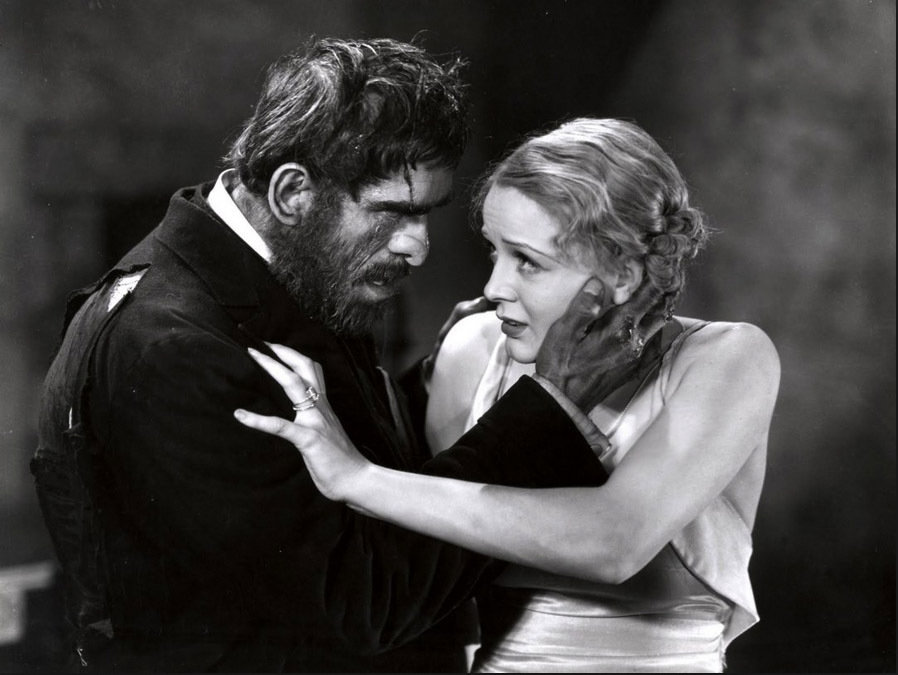
Gloria Stuart et Boris Karloff

## Remakes
Un remake de ce film a été tourné en 1963 par William Castle sous le nom The Old Dark House et un autre en 1975 par Freddie Francis, sous le titre The Ghoul.

## Réception
- Le film a été produit un an après la célèbre performance de Karloff dans Frankenstein, mais malgré la présence de l’acteur, le film a été ignoré au box-office, s’avérant être un échec notable aux États-Unis, alors qu’il a été bien accueilli au Royaume-Uni où l’humour noir distinctif du réalisateur Whale a été mieux compris.

## Autour du film
- Pendant plusieurs années, le film a été compté parmi les films perdus jusqu’à ce qu’à la fin des années soixante, les négatifs réapparurent grâce aux recherches de Curtis Harrington qui, en 1968, les a récupérés dans les archives des studios Universal et s’est occupé de leur restauration.

- La version restaurée du film a été présentée à la Mostra internationale du film de Venise 2017 dans la section « Venezia Classici ».

### Revue de presse
- David Fontaine, « La maison de la mort », Le Canard enchaîné, Paris, 28 août 2019, p. 6,  (ISSN 0008-5405)